# Многоточия (альбом)
Многоточия — один з найвідоміших альбомів гурту Obsession in silence, що вийшов у 2008 році. До альбому увійшло 13 пісень гурту.

## Історія
На вихід цього альбому з нетерпінням чекали багато меломанів України та шанувальників гурту, «і ось нарешті» він вийшов у студії звукозапису «Сквозняк рекордз», під керівництвом відомого Київського вуличного музиканта, аранжировщика, звукорежисера і продюсера Олексія Красногора (син поета Валерія Винарського). Амбіційні ідеї Олексія Заводюка по синтезу «класичного» ру-рок-саунда і нехарактерною для нього — ру-рока — мелодики отрималивтілення в цій, вельми очікуваній роботі. Олексій Заводюк у піснях цього альбому розкривається, як рідкий мелодист рівня «золотої ери» «Наутилус Помпилиус».

Якісно, альбом досить цілісний. Тринадцять пісень, між якими немає смислової і стилістичної конфліктності, неоднозначності в подачі і суперечливості авторських ідей. Простота мелодій, претендує на геніальність, і прозора чистота аранжувань — ось що першим відкривається для слухача і стає візитною карткою колективу. Ніяких модних «дивних» звуків і стилізацій під «саунд нового тисячоліття». Хоча «дихання століття електроніки» відчувається протягом всього альбому. 

Тематика альбому швидше асоціальна і анти-фантасмагорична, хоча і не без нюансів. Заводюк не намагається ні бунтувати «проти засад», ні забивати голову слухачеві «голлівудською бредятиною». У піснях цього альбому присутні досить легкі для сприйняття і якісні тексти про життя, про кохання, про надії. У своїй нероздільності все це схоже на репортаж про «сучасне життя людини». Всі пісні різні, але об'єднані єдиним творчим задумом — малювати життя «as is» («як є»)…, малювати з приголомшливою мелодійністю і чудовим аранжируванням!

## Список пісень
01 — Споры

02 — Праздник

03 — Ночь

04 — Давай Любить

05 — Урсула

06 — На Радиоволне

07 — День

08 — С Тобою Вместе

09 — Агнец

10 — Вещий Сон

11 — Грязно-белое кино

12 — Тоска

13 — Пределы